# Alkatron
Alkatron – rodzaj tranzystora unipolarnego. Wyposażony jest on w dwa złącza mające symetrię kołową. Każde złącze stanowi oddzielną bramkę. Jedna z bramek służy do ustalenia żądanej początkowej szerokości kanału w ten sposób, aby oddziaływanie napięcia na drugiej bramce na prąd tego kanału było maksymalne.

## Parametry alkatronu
częstotliwość graniczna – około kilkaset MHz,
moc admisyjna – kilka W,
rezystancja wejściowa dla małych częstotliwości – 10 MΩ,
wyjściowa – kilkadziesiąt kΩ,
nachylenie charakterystyki I(U) – kilkanaście mA/V.